# Victor Sen Yung
Victor Sen Yung (揚森, pinyin: Yáng Sēn) (San Francisco, 18 ottobre 1915 – North Hollywood, 31 ottobre 1980) è stato un attore statunitense di origini cinesi.

## Biografia
Orfano di madre (morta nel 1919 durante l'epidemia di influenza spagnola), Victor Sen Yung visse in un rifugio per bambini fino al 1922, quando il padre Gum Yung Sen tornò dalla Cina con la seconda moglie.
Il suo debutto sul grande schermo avvenne nel 1938 nel film Charlie Chan in Honolulu, nel quale interpretò il ruolo di Jimmy Chan, il "figlio numero due" del detective cinese Charlie Chan. In questo film, in cui Sidney Toler sostituiva Warner Oland (da poco deceduto), Victor Sen Yung prese il posto di Keye Luke, che fino alla pellicola precedente impersonava il "figlio numero uno" di Chan. Sen Yung interpretò Jimmy Chan in dieci film della serie, tra il 1938 e il 1942. Durante questo periodo apparve anche in altre pellicole, tra cui Ombre malesi (1940), in cui interpretò il ruolo cruciale del cancelliere Ong Chi Seng, accanto a Bette Davis.
Durante la seconda guerra mondiale, l'attore si unì alle forze aeree dell'esercito americano, lavorando per la First Motion Picture Unit., casa di produzione cinematografica delle Forze Armate, e comparendo nella pièce Winged Victory di Moss Hart. Durante il servizio militare, venne sostituito nella serie di Charlie Chan da Benson Fong, che interpretò "il figlio numero tre", Tommy Chan. Come altri attori americani di origine cinese, Sen Yung fu impiegato in ruoli di giapponese in pellicole belliche come Agguato ai tropici (1942) di John Huston, nella parte del perfido Joe Totsuiko.
Dopo la guerra, Sen Yung riprese la sua carriera a Hollywood. La serie di Charlie Chan era passata alla casa di produzione Monogram Pictures, sempre con Sidney Toler nel ruolo principale del flemmatico detective cinese. La salute di Toler stava però peggiorando e la produzione ridusse l'impegno dell'attore ricorrendo a sequenze dei film precedenti e dando maggiore spazio nella trama a Sen Yung e a Mantan Moreland, di fatto assurti a protagonisti in Shadows Over Chinatown (1946) e Charlie Chan in trappola (1946), gli ultimi due film girati da Toler prima della morte. Successivamente il ruolo di Charlie Chan passò a Roland Winters e Sen Yung apparve negli ultimi film della serie prima della sua chiusura, tra cui Charlie Chan e il serpente piumato (1948), interpretando però il personaggio di Tommy Chan.
Nella prima metà degli anni cinquanta recitò in diverse commedie, come La figlia dello sceriffo (1950), e in pellicole d'avventura come Golfo del Messico (1950) e Contrabbandieri a Macao (1953). Passato anche alla televisione, recitò in numerose serie western e di genere poliziesco, interpretando ogni genere di personaggi di origine asiatica, e conquistando grande popolarità con il ruolo di Hop Sing, il cuoco orientale del longevo telefilm western Bonanza, di cui interpretò 107 episodi tra il 1959 e il 1973. Sen Yung era un appassionato e abile chef anche nella realtà e, in tale veste, partecipò spesso a programmi di cucina e nel 1974 scrisse un libro sull'argomento, The Great Wok Cookbook.
Nel 1972, Sen Yung fu protagonista di un drammatico fatto di cronaca: si trovava in qualità di passeggero sul Pacific Southwest Airlines Flight 710, che venne dirottato. A seguito dell'intervento dell'FBI, che prese d'assalto l'aereo, ci fu uno scontro a fuoco e l'attore fu colpito alla schiena. Lui e un altro passeggero ferito sopravvissero, ma un terzo passeggero e i due dirottatori furono uccisi.
Victor Sen Yung morì nel 1980 in circostanze insolite, nella sua casa di North Hollywood. L'attore, che gestiva una piccola attività per realizzare manufatti in ceramica, morì per avvelenamento da gas sprigionatosi per una perdita da un forno che egli utilizzava per perfezionare i suoi oggetti. Il suo corpo fu ritrovato il 10 novembre, ma l'ipotesi è che fosse deceduto da almeno dieci giorni, probabilmente intorno al 31 ottobre. In un primo momento si pensò che l'attore fosse stato assassinato, ma la polizia giudicò infine la morte come accidentale. L'elogio funebre alla esequie venne pronunciato dall'attore Pernell Roberts, partner di Sen Yung nel telefilm Bonanza.

## Filmografia parziale

### Cinema
- Charlie Chan in Honolulu, regia di H. Bruce Humberstone (1938)
- Charlie Chan a Reno (Charlie Chan in Reno), regia di Norman Foster (1939)
- Charlie Chan nell'isola del tesoro (Charlie Chan at Treasure Island), regia di Norman Foster (1939)
- Charlie Chan a Panama (Charlie Chan in Panama), regia di Norman Foster (1940)
- Charlie Chan al museo delle cere (Charlie Chan at the Wax Museum), regia di Lynn Shores (1940)
- Ombre malesi (The Letter), regia di William Wyler (1940)
- Charlie Chan delitto a New York (Murder Over New York), regia di Harry Lachman (1940)
- Charlie Chan e la crociera del terrore (Charlie Chan's Murder Cruise), regia di Eugene Forde (1940)
- Charlie Chan e i morti che parlano (Dead Men Tell), regia di Harry Lachman (1941)
- Charlie Chan in Rio, regia di Harry Lachman (1941)
- A Yank on the Burma Road, regia di George B. Seitz (1942)
- Charlie Chan e il castello nel deserto (Castle in the Desert), regia di Harry Lachman (1942)
- Ondata d'amore (Moontide), regia di Archie Mayo (1942)
- Agguato ai tropici (Across the Pacific), regia di John Huston (1942)
- Cina (China), regia di John Farrow (1943)
- G2 servizio segreto (Betrayal from the East), regia di William Berke (1945)
- Charlie Chan a Chinatown (Shadows Over Chinatown), regia di Terry O. Morse (1946)
- Dangerous Money, regia di Terry O. Morse (1946)
- Dangerous Millions, regia di James Tinling (1946)
- Charlie Chan in trappola (The Trap), regia di Howard Bretherton (1946)
- The Chinese Ring, regia di William Beaudine (1947)
- La fiamma (The Flame), regia di John H. Auer (1947)
- Docks of New Orleans, regia di Derwin Abrahams (1948)
- Shanghai Chest, regia di William Beaudine (1948)
- The Golden Eye, regia di William Beaudine (1948)
- Charlie Chan e il serpente piumato (The Feathered Serpent), regia di William Beaudine (1948)
- Il mongolo ribelle (State Department: File 649), regia di Sam Newfield (1949)
- La figlia dello sceriffo (A Ticket to Tomahawk), regia di Richard Sale (1950)
- Golfo del Messico (The Breaking Point), regia di Michael Curtiz (1950)
- Il mistero del marito scomparso (Woman on the Run), regia di Norman Foster (1950)
- Risposiamoci tesoro! (Grounds for Marriage), regia di Robert Z. Leonard (1951)
- La sposa illegittima (The Groom Wore Spurs), regia di Richard Whorf (1951)
- Contrabbandieri a Macao (Forbidden), regia di Rudolph Maté (1953)
- Terrore a Shanghai (The Shanghai Story), regia di Frank Lloyd (1954)
- La mano sinistra di Dio (The Left Hand of God), regia di Edward Dmytryk (1955)
- Uomini in guerra (Men in War), regia di Anthony Mann (1957)
- I cacciatori (The Hunters), regia di Dick Powell (1958)
- Fior di loto (Flower Drum Song), regia di Henry Koster (1961)
- Confessioni di un fumatore d'oppio (Confessions of an Opium Eater), regia di Albert Zugsmith (1962)
- La pulce nell'orecchio (A Flea in Her Ear), regia di Jacques Charon (1968)
- Killer Elite (The Killer Elite), regia di Sam Peckinpah (1975)
- Il detective con la faccia di Bogart (The Man with Bogart's Face), regia di Robert Day (1980)

### Televisione
- Le avventure di Jet Jackson (Captain Midnight) – serie TV, episodio 1x04 (1954)
- The Star and the Story – serie TV, episodio 1x09 (1955)
- Crusader – serie TV, episodio 1x33 (1956)
- Crossroads – serie TV, episodio 2x28 (1957)
- Navy Log – serie TV, episodio 3x26 (1958)
- Yancy Derringer – serie TV, episodio 1x32 (1959)
- Hawaiian Eye – serie TV, episodi 1x10-2x08-4x21 (1959-1963)
- Bonanza – serie TV, 107 episodi (1959-1973)
- Thriller – serie TV, episodio 1x01 (1960)
- Hong Kong – serie TV, 3 episodi (1960-1961)
- Scacco matto (Checkmate) – serie TV, episodio 1x14 (1961)
- Follow the Sun – serie TV, episodio 1x22 (1962)
- Ensign O'Toole – serie TV, episodio 1x01 (1962)
- Le spie (I Spy) – serie TV, 2 episodi (1965-1968)
- Selvaggio west (The Wild Wild West) – serie TV, episodio 4x10 (1968)

## Doppiatori italiani
Nelle versioni in italiano delle opere in cui ha recitato, Victor Sen Yung è stato doppiato da:
- Vinicio Sofia in Golfo del Messico
- Stefano Sibaldi in Contrabbandieri a Macao
- Gianfranco Bellini ne La mano sinistra di Dio
- Sandro Pellegrini in Bonanza
- Oreste Lionello in Agguato ai tropici (ridoppiaggio)